# Вычислительная машина и мозг
«Вычислительная машина и мозг» (англ. The Computer and the Brain) — научно-популярная книга Джона фон Неймана, изданная в 1958 году на английском языке в издательстве Yale University Press уже после смерти автора.
Посвящена вопросам кибернетики. 
Несколько раз переиздавалась.
На русский язык была переведена и издана в 2018 году.

## Содержание
Книга представляет собой незаконченную работу математика Джона фон Неймана, начатую незадолго до его смерти и впервые опубликованную в 1958 году.
Фон Нейман был важной фигурой в компьютерной науке своего времени, в книге автор рассуждает над тем, как мозг можно рассматривать в качестве вычислительной машины. Книга объемом 96 страниц изначально предназначалась для Йельских Силлимановских лекций, которые ученый не смог прочесть из-за тяжелой болезни, и была опубликована посмертно. Над рукописями и последующем изданием книги работала вдова ученого Клара Дан.
Сборник эссе объемом 82 страницы печатного текста состоит из двух частей. В первой части автором рассматривается компьютер: его процедуры, механизмы управления и другие характеристики. Вторая часть посвящена мозгу. Нейронная система систематически сравнивается с компьютером с точки зрения современного состояния компьютерных наук на тот момент. В том, что, по-видимому, было основой для третьей части, но она не организована как отдельная часть, фон Нейман делает некоторые выводы из сравнения в отношении роли кода и языка. Эти выводы являются наиболее интересной частью книги, поскольку фон Нейман обращается к рефлексивным вопросам, которые ранее не рассматривались в кибернетической традиции.
Следует отметить, что за время, прошедшее с момента написания фон Нейманом лекций, ставших основой книги, во всех соответствующих областях науки и техники произошли впечатляющие изменения. С точки зрения ретроспективы книга имеет прежде всего историческую ценность. Среди прочего, она показывает осторожную нерешительность учёного-компьютерщика и математика, который слишком легко перешел на другой уровень дискурса, в частности, биологический.